# Емил Рупел
Емил Иванов Рупел е български поет и писател. Автор е на лирика, сатира, спомени.

## Биография
Роден е в 1939 година в петричкото гранично село Кулата. Завършва гимназия в Димитровград. Учи земемерство в Стара Загора и Велико Търново. След това учи една година унгарска литература в Будапеща. В 1970 година постъпва в Литературния институт „Максим Горки“ в Москва, който завършва в 1975 година. Постъпва на работа като редактор в отдел „Поезия“ на издателство „Народна младеж“ в 1976 година и работи там до 1985 година. Член е на Съюза на българските писатели.

## Творчество
- „Проверката продължава“ (1964),
- „И нещо повече“ (1968),
- „Задъхани песни“ (1973),
- „Докрай“ (1978),
- „Вярност“ (1981),
- „Мъжко хоро“ (1984),
- „Покана за рожден ден“ (1989),
- „Гласът на Пирин“ (1994),
- „Завръщане. Избрано“ (2002),
- „Гласът на Пирин. Избрано“ (2006),
- „Всичко е в нея“ (2009),
- „Поздравителни адреси“ (сатира, 2009).[1]